# Kiko Jaess
Kiko Jaess, Nasceu em Presidente Prudente, filhos de imigrantes Húngaros e Búlgaros. Formado pela ECA USP. Trabalha há mais de 40 anos e dirigiu mais de 50 Peças Teatrais e vários especiais de televisão, na TV Cultura entre outras. Foi indicado e ganhou os principais prêmios tais como: APCA, SNT, APETESP, G. ESTADO, HELENA SILVEIRA.

## Carreira
Iniciou sua carreira no Teatro Paiol a convite de Flávio Rangel, para ser seu assistente de direção em “Abelardo e Heloisa”. Fez parte de um seleto grupo de Diretores, foi convidado por Antunes Filho, para fazer parte do time de diretores da TV Cultura nos especiais de Teatro. Ademar Guerra, Antonio Abunjanrra, Fernando Faro. Trabalhou e dirigiu os seguintes artistas: Gianni Ratto, José de Anchieta, Paulo Mendes da Rocha, J. C. Serroni , Antônio Fagundes, Laura Cardoso, Lilian Lemmertz, Denise Stoklos, Gabriel Villela, Beatriz Segal, Rodrigo Lombardi, Arlete Sales, Xuxa Lopes, Laura Cardoso, Walmor Chagas, Flávio Império, Eva Vilma, Nuno Leal Maia, Paulo Betti,  Paulo Herculano, Sergio Manbert, Jamil Maluf, Dionizio Azevedo, Jorge Valter Durst, entre muitos outros.

### Teatro (direção)
Lista de Espetáculos
- Sonho de Uma Noite de Verão, de William Shakespeare (Santo André 1972)
- As Ostras ( São Paulo 1968)
- A Capital Federal (São Paulo 1972)
- Parque Depois do Meio Dia (São Paulo 1972)
- A Guarda Cuidadosa de M. Servantes (São Paulo 1973)
- Assim Somos Nós (São Paulo 1973)
- Teatro das Maravilhas (São Paulo 1973)
- Um Bonde Chamado Desejo, de Tennessee Williams ( São Paulo 1974)
- Na Borda do Prato (São Paulo 1977)
- O Visitante, de Hilda Hilst (São Paulo 1977)
- Vem Com Tudo (São Paulo)
- Gata em Teto de Zinco Quente de T. Williams (São Paulo 1978)
- Como Agitar Seu Apartamento de Barrilet e Gredy (São Paulo 1980)
- Essa Gente Incrível (Rio de Janeiro 1981)
- Oito Mulheres de Robert Thomas (São Paulo 1983)
- Oh! CÁLCUTTA? de David Newman, John Lennon, Samuel Beckett e outros, São Paulo - Rio – Brasil - Santiago Buenos Aires. 1984 á 1988
- OS AMORES DE TENNENSSEE WILLIAMS São Paulo 1989 á 1990
- De Repente no Último Verão -  T. WILLIAMS São Paulo - 1990 á 1991
- Oh! CÁLCUTTA? São Paulo “Revival” 1992 á 1995.
- Deliciosamente Tua - Ênio Gonçalves - Temporada Brasileira. 1996 á 1997
- Família Muito Louca de Harold Pinter.
- Fim de Semana na Casa da Zélia - Tássia Camargo Rio de Janeiro 1998 á 1999
- UM BONDE CHAMADO DESEJO - T. WILLIAMS[1]
- “Revival” Rio de Janeiro e Excursão por todo Brasil. 2000 á 2001
- Anjo Proibido - Nelson Rodrigues - São Paulo 2000 á 2001 São Paulo
- Quero a Lua - Tatiana Belinky - São Paulo 2000 á 2001
- Peter Pan e Pinóquio Salvando a Natureza de Kiko Jaess - 2001 á 2013
- Dança Final[2] - Plínio Marcos - São Paulo - Excursão todo o Brasil - Japão 2002 á 2005
- Mágico de Oz Musical - J B BROWN  2006
- As Cantoras do Rádio - São Paulo Bourbon Street.  – Temporada de Laranjas - São Paulo 2007
- Jamais Seremos Tão Jovens[3]
- A Formiga e a Cigarra - de Kiko Jaess - 2010 á 2013 – Libel e o Palhacinho Musical de Jurandir Pereira 2010 á 2013.

### Peças escritas
- GANDHI MUITO PRAZER
- A RAPOSA AMERICANA
- A VÊNUS PLATINADA
- AS AVENTURAS DE PETER PAN E PNÓQUIO
- PEQUENO PRÍNCIPE – Com Parceria de Wagner Labate
- A FORMIGA E A CIGARRA NO MUNDO ENCANTADO DE OZ
- AS OSTRAS
- PARQUE DEPOIS DO MEIO-DIA

### Trabalhos na televisão
- TV CULTURA – Soroco sua Mãe sua Filha – de Guimarães Rosa – 1968/1969[4]
- O VISITANTE – Hilda Hilst
- RIO DE JANEIRO VERSO REVERSO – de José de Alencar
- O ESTRANHO – de Machado de Assis
- SONATA – de Érico Veríssimo
- VEJO A LUA NO CÉU Marques Rebello
- CRÔNICA DA CASA ASSASSINADA – de Lúcio Cardoso
- BEATA MARIA DO EGITO – de Raquel de Queiroz
- GATA EM TETO DE ZINCO QUENTE – de T. Williams